# Gornja Paklenica
Gornja Paklenica (en serbe cyrillique : Горња Пакленица) est un village de Bosnie-Herzégovine. Il est situé sur le territoire de la ville de Doboj et dans la république serbe de Bosnie. Selon les premiers résultats du recensement bosnien de 2013, il compte 474 habitants.

## Histoire
Avant la guerre de Bosnie-Herzégovine, le village faisait partie de la municipalité de Maglaj.

## Démographie

### Évolution historique de la population dans la localité
| 1948 | 1953 | 1961 | 1971 | 1981 | 1991 | 2013 |
| ---- | ---- | ---- | ---- | ---- | ---- | ---- |
| -    | -    | 905  | 720  | 759  | 628  | 474  |

|  |

### Communauté locale
En 1991, Gornja Paklenica faisait partie de la communauté locale de Paklenica qui comptait 1 392 habitants, répartis de la manière suivante :